# Pycnopsyche gentilis
Pycnopsyche gentilis är en nattsländeart som först beskrevs av Mclachlan 1871.  Pycnopsyche gentilis ingår i släktet Pycnopsyche och familjen husmasknattsländor. Inga underarter finns listade i Catalogue of Life.